# 273
Криза Римської імперії у 3 столітті. Період тридцяти тиранів. Правління імператора Авреліана. У Китаї завершується період трьох держав, в Японії триває період Ямато, в Індії період занепаду Кушанської імперії, у Персії править династія Сассанідів.
На території лісостепової України Черняхівська культура. У Північному Причорномор'ї готи й сармати.

## Події
- Припинило існування Пальмірське царство, цариця Зенобія та її син, імператор Вабаллат були захоплені в полон імператором Авреліаном.